# Arachnocephalus brincki
Arachnocephalus brincki är en insektsart som beskrevs av Lucien Chopard 1955. Arachnocephalus brincki ingår i släktet Arachnocephalus och familjen Mogoplistidae. Inga underarter finns listade i Catalogue of Life.